# Minia Manteiga Outeiro
Minia Manteiga Outeiro (Negreira en 1963), es una astrofísica gallega. 

## Biografía
Comenzó su carrera de Física en la Universidad de Santiago de Compostela, donde cursó los tres primeros años, para luego especializarse en Astrofísica en la Universidad de La Laguna. Completó su formación doctoral en el Instituto de Astrofísica de Canarias, y su formación postdoctoral en el Istituto di Astrofísica Spaziale (Frascati-Roma, Italia) y en el Instituto Nacional de Técnica Aeroespacial (INTA, Madrid). 
Entre 1994 y 1999 impartió docencia en la Facultad de Ciencias de la Universidad de Vigo, y desde entonces trabaja como profesor en la Escuela de Náutica y Máquinas de la Universidad de A Coruña.
Su investigación se centra en el estudio de la evolución estelar, la astrofísica espacial y la astronomía Big Data. Forma parte del equipo gallego de la misión Gaia, de la Agencia Espacial Europea (ESA), en la que participan más de 450 científicos e ingenieros de otros 23 países con el objetivo de elaborar un mapa 3D preciso de la Vía Láctea. Entre otras tareas, el equipo ha desarrollado un software que permite clasificar las estrellas en función de los datos obtenidos. Se basa en un algoritmo que utiliza redes neuronales artificiales.
En 2018 se convirtió en la primera catedrática de Astrofísica de Galicia,y en 2020 en la primera mujer en la sección de Matemáticas, Física e Informática de la Real Academia Gallega de Ciencias.

## Premios y reconocimientos
- En 2019 fue galardonada con el Premio e-Mujer a la Trayectoria Profesional. [9]
- En 2021 fue elegida vicepresidenta de la Sociedad Astronómica Española. [10]
- En 2023, la revista Gciencia la consideró una de las 20 mujeres de ciencia en Galicia que había que conocer. [11]
- En 2024 fue elegida presidenta de la Sociedad Astronómica Española. [12]